# 普里烏拉爾斯基區

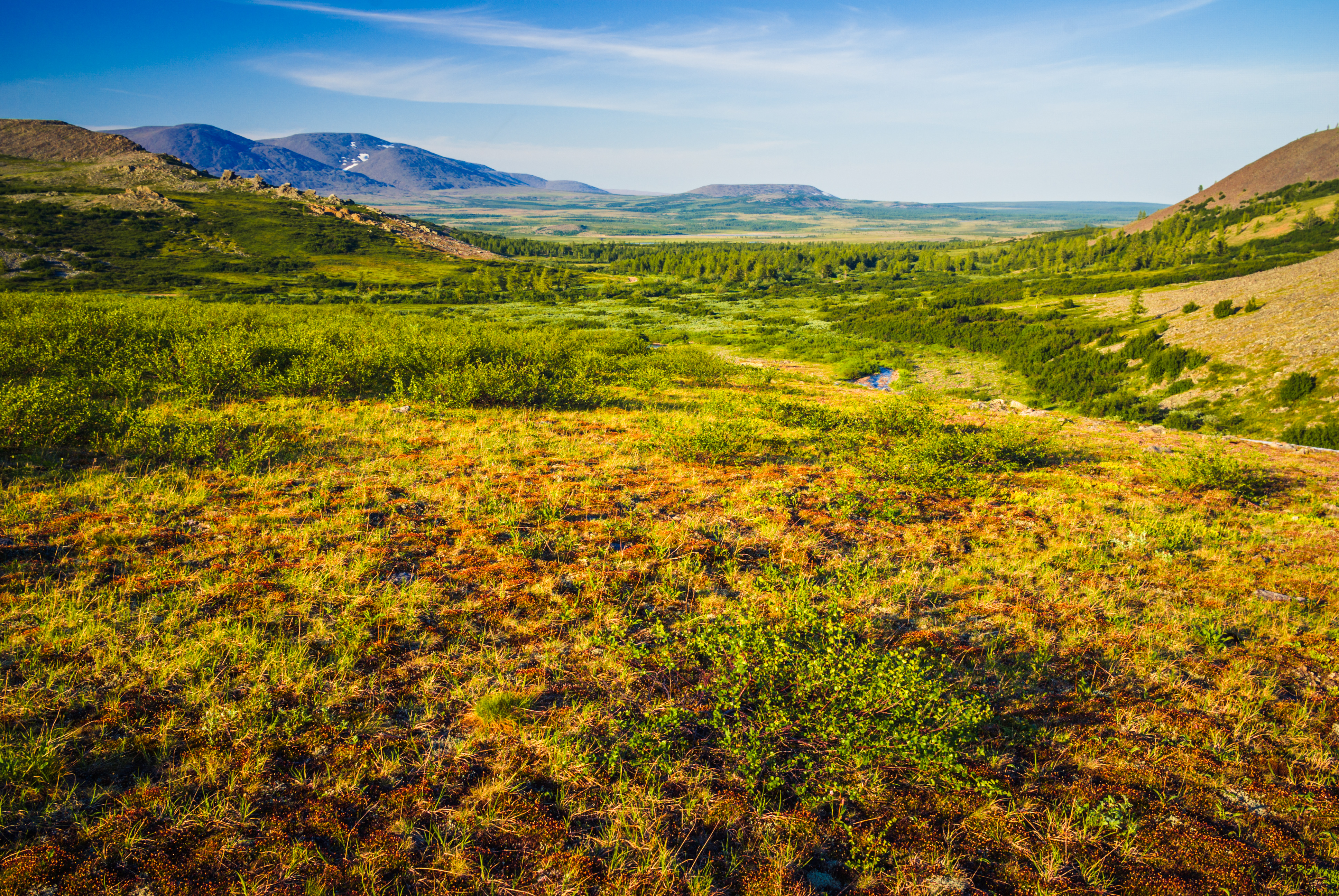

66°33′32″N 67°48′13″E / 66.55889°N 67.80361°E
普里烏拉爾斯基區（俄语：Приуральский район），是俄羅斯的一個區，位於該國北部，由亞馬爾-涅涅茨自治區負責管轄，面積64,150平方公里，2010年人口14,995，人口密度每平方公里0.23人。